# Trimma haima
Trimma haima es una especie de peces de la familia de los Gobiidae en el orden de los Perciformes.

## Morfología
Los machos pueden llegar a alcanzar los 1,7 cm de longitud total.

## Hábitat
Es un pez de Mar y de clima tropical que vive hasta los 26 m de profundidad.

## Distribución geográfica
Se encuentra en Chagos, las Seychelles y Mauricio.

## Observaciones
Es inofensivo para los humanos.